# Ара триколірний
Ара триколірний (Ara tricolor) — вимерлий птах родини папугових.

## Зовнішній вигляд
Був завдовжки 45-50 см, крила — 26-28 см. Мав яскраво-червоний колір, верх голови жовтувато-червоний, потилиця жовта.

## Розповсюдження
Жив на Кубі й острові Ісла де ла Хувентуд.

## Причини зникнення

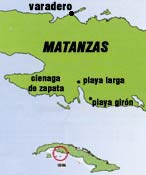
Болото Сьенага-де-Сапата

До 1800 року цей папуга був досить широко розповсюджений. Однак швидке заселення острова, знищення лісів, які замінялися кавовими, банановими й іншими плантаціями, а також переслідування заради яскравого оперення й м'яса, спричинило до зникнення виду. До 1849 року залишалося всього 19 особин, які жили у віддалених районах. Популяції не вдалося відновитися. Останній папуга був убитий приблизно в 1864 році на околицях болота Сьенага-де-Сапата. За непідтвердженим даними ці птахи вижили до 1885 року.